# Evangelizační centrum M.I.S.E.
Evangelizační centrum M.I.S.E. je evidovanou právnickou osobou Slezské církve evangelické augsburského vyznání, která vykonává evangelizační, misijní a vzdělávací činnost. 
SCEAV založila Evangelizační centrum M.I.S.E. ve spolupráci s Křesťanským společenstvím, o. s., v roce 2011. Evangelizační centrum M.I.S.E. navazuje na dřívější neformální Projekt M.I.S.E., založený roku 2005.
Iniciátorem založení Evangelizačního centra M.I.S.E. byl pastor Daniel Chlebek, který do roku 2018 sloužil i jako první ředitel této organizace.